# Waitangi Day Act
Le Parlement de Nouvelle-Zélande a passé deux lois appelées Waitangi Day Act, l'une en 1960 et l'autre en 1976. Ni l'une ni l'autre n'a fait du 6 février un férié public, Waitangi Day ; la loi ayant permis cela est la New Zealand Day Act 1973. La première Waitangi Day Act fut créée comme geste symbolique honorant le Traité de Waitangi, et la seconde a changé le nom du férié de New Zealand Day à Waitangi Day.

## Waitangi Day Act 1960
Les Māori, particulièrement Ngapuhi, avaient fait une campagne pendant plusieurs années avant 1960 pour que Waitangi Day soit reconnu férié public en honneur de la signature du Traité de Waitangi. La promesse d'un férié national avait fait partie des promesses électorales du Parti travailliste lors de la campagne électorale de 1957. Ce parti remporte les élections mais décide que la Nouvelle-Zélande ne pouvait pas s'offrir un autre férié. Le Waitangi Day Act 1960 était un compromis les permettant de dire qu'ils avaient tenu leur promesse sans vraiment créer de férié.
La loi consiste en trois clauses et établit que le 6 février serait connu sous le nom de Waitangi Day et « sera observé à travers la Nouvelle-Zélande comme un jour national d'action de grâce en commémoration de la signature du Traité de Waitangi ».
Elle n'a pas fait du jour un férié national, mais permit au Gouverneur général de Nouvelle-Zélande de le déclarer dans toute région en tant que remplacement du férié régional. La loi contenait la version anglophone du Traité de Waitangi ; c'est la première fois que celui-ci apparaît en législation néo-zélandaise.
La communauté māori fut généralement déçue par la loi, et continua à demander un férié. Le Parti national, dans l'opposition, critiqua le gouvernement pour ne pas avoir tenu sa promesse mais pensait aussi que le pays ne pouvait pas se payer un autre férié.

### Amendement de 1963
En 1963 le second gouvernement Parti national fit un amendement à la loi pour faire de Waitangi Day un jour férié dans la région de Northland, abolissant l'Auckland Anniversary Day.

## Waitangi Day Act 1976
En 1973 le New Zealand Day Act fit du jour un férié national en le renommant New Zealand Day et abolit le Waitangi Day Act 1960. De nombreux Māori trouvaient que le nouveau nom détournait de l'attention sur le traité de Waitangi et demandèrent que le nom original soit rétabli. À la suite d'un changement de gouvernement en 1975 le nouvel gouvernement Parti national fit le Waitangi Day Act 1976, qui changea le nom à Waitangi Day. Elle donna également au Northland son propre férié régional et inclut les versions anglaise et māori du Traité de Waitangi.

## Débats sur lesActs
- New Zealand Parliamentary Debates, vol. 325 (1960), pp.2949-3132.
- New Zealand Parliamentary Debates, vol. 404 (1976), pp.1367-79.
- New Zealand Parliamentary Debates, vol. 405 (1976), pp.2272-9.
- New Zealand Parliamentary Debates, vol. 407 (1976), pp.3215, 3424.

### Source
- (en) Cet article est partiellement ou en totalité issu de l’article de Wikipédia en anglais intitulé « Waitangi Day Act » (voir la liste des auteurs).